# Я-Син, Рок
Абдуррахман «Рок» ибн Рамадан Я-Син (англ. Abdurrahman «Rock» ibn Ramadan Ya-Sin; 23 мая 1996, Декейтер, Джорджия) — профессиональный американский футболист, корнербек клуба НФЛ «Балтимор Рэйвенс». На студенческом уровне выступал за команды Пресвитерианского колледжа и университета Темпл. На драфте НФЛ 2019 года был выбран во втором раунде.

## Биография
Абдуррахман ибн Рамадан Я-Син родился 23 мая 1996 года в Декейтере, штат Джорджия. Прозвище «Рок» он получил подростком. Учился в старшей школе Саутвест Декалб. Неоднократно выигрывал чемпионаты округа и штата по борьбе, играл в футбол на позициях корнербека и сэйфти. В 2015 году он поступил в Пресвитерианский колледж в Клинтоне.

### Любительская карьера
В 2015 году Я-Син дебютировал в составе «Пресвитериан Блу Хоуз» в турнире поддивизиона FCS I дивизиона NCAA. Через год он стал одним из стартовых корнербеков команды. В одиннадцати играх на его счету был 31 захват и 61-ярдовый тачдаун на возврате фамбла. В сезоне 2017 года он сыграл одиннадцать матчей и установил рекорд колледжа, сделав пять перехватов. По итогам турнира Я-Син был включён в сборную звёзд конференции Большой Юг.
В январе 2018 года, когда руководство колледжа приняло решение о переходе во II дивизион NCAA, где нет спортивных стипендий, он решил сменить учебное заведение. Я-Син перевёлся в университет Темпл и летом получил право на форму с однозначным номером. Её носило девять сильнейших игроков команды. В составе «Оулс» он провёл двенадцать игр, став третьим в конференции AAC по количеству сбитых мячей. Неоднократно его признавали лучшим игроком матчах.

#### Статистика выступлений в NCAA
| Сезон | Команда               | Игры | Захваты | Захваты | Захваты | Захваты | Захваты | Перехваты | Перехваты | Перехваты | Перехваты | Перехваты | Фамблы | Фамблы | Фамблы | Фамблы |
| Сезон | Команда               | Игры | Solo    | Ast     | Tot     | Loss    | Sk      | Int       | Yds       | Y/R       | TD        | PD        | FR     | Yds    | TD     | FF     |
| ----- | --------------------- | ---- | ------- | ------- | ------- | ------- | ------- | --------- | --------- | --------- | --------- | --------- | ------ | ------ | ------ | ------ |
| 2015  | Пресвитериан Блу Хоуз | 11   | —       | —       | 15      | 0,0     | 0,0     | 0         | 0         | 0,0       | 0         | 2         | 0      | 0      | 0      | 0      |
| 2016  | Пресвитериан Блу Хоуз | 11   | —       | —       | 31      | 2,0     | 0,0     | 0         | 0         | 0,0       | 0         | 9         | 1      | 61     | 1      | 0      |
| 2017  | Пресвитериан Блу Хоуз | 11   | —       | —       | 49      | 0,0     | 0,0     | 5         | 0         | 0,0       | 0         | 0         | 2      | 0      | 0      | 0      |
| 2018  | Темпл Оулс            | 12   | 36      | 11      | 47      | 2,0     | 0,0     | 2         | -1        | -0,5      | 0         | 12        | 0      | 0      | 0      | 0      |
| Всего | Всего                 | 45   | —       | —       | 142     | 4,0     | 0,0     | 7         | —         | —         | 0         | 23        | 3      | 61     | 1      | 0      |

### Профессиональная карьера
Перед драфтом НФЛ 2019 года аналитик издания Bleacher Report Мэтт Миллер сильными сторонами Я-Сина называл физическую силу и умение вести жёсткую борьбу, маневренность и скорость, качественную работу при захватах, умение действовать в различных схемах прикрытия, а также большой потенциал для дальнейшего роста. К минусам игрока Миллер относил небольшой опыт игры на относительно высоком уровне, допускаемые технические ошибки и большое время реакции на изменение ситуации на поле.
На драфте Я-Син был выбран «Индианаполисом» во втором раунде под общим 34 номером. В мае 2019 года он подписал с клубом четырёхлетний контракт на общую сумму 7,9 млн долларов. В своём дебютном сезоне он принял участие в пятнадцати играх регулярного чемпионата, в тринадцати из них был одним из стартовых квотербеков. Я-Син провёл на поле 82 % розыгрышей защиты, став лидером команды по этому показателю. Он сделал 61 захват и перехват, но из-за агрессивной манеры игры восемь раз наказывался за нарушения правил. На второй год его игровое время сократилось. Я-Син сыграл тринадцать матчей, но был нестабилен и с шестью нарушениями стал самым недисциплинированным игроком «Колтс». Генеральный менеджер клуба Крис Баллард объяснял проблемы игрока с адаптацией тем, что позиция корнербека является одной из самых сложных в НФЛ, и заверял, что в команде рассчитывают на его дальнейший прогресс. В сезоне 2021 года он сыграл в тринадцати матчах регулярного чемпионата, восемь из которых начал в стартовом составе. После окончания сезона «Колтс» обменяли Я-Сина в «Лас-Вегас Рэйдерс», получив ди-энда Янника Нгакуэ.
В 2022 году Я-Син сыграл за «Рэйдерс» в одиннадцати матчах, девять игр начал в стартовом составе. За это время он сделал 45 захватов. На тринадцатой неделе чемпионата он получил травму колена и до конца сезона на поле не выходил. После его окончания Я-Син получил статус свободного агента. В мае 2023 года он подписал однолетний контракт на 6 млн долларов с клубом «Балтимор Рэйвенс».

#### Статистика выступлений в НФЛ

##### Регулярный чемпионат
| Сезон | Команда            | Игры | Захваты | Захваты | Захваты | Захваты | Захваты | Перехваты | Перехваты | Перехваты | Перехваты | Перехваты | Фамблы | Фамблы | Фамблы | Фамблы |
| Сезон | Команда            | Игры | Solo    | Ast     | Tot     | Loss    | Sk      | Int       | Yds       | Y/R       | TD        | PD        | FR     | Yds    | TD     | FF     |
| ----- | ------------------ | ---- | ------- | ------- | ------- | ------- | ------- | --------- | --------- | --------- | --------- | --------- | ------ | ------ | ------ | ------ |
| 2019  | Индианаполис Колтс | 15   | 54      | 8       | 62      | 2       | 0,0     | 1         | 0         | 0,0       | 0         | 5         | 1      | 0      | 0      | 0      |
| 2020  | Индианаполис Колтс | 13   | 36      | 9       | 45      | 0       | 0,0     | 1         | 0         | 0,0       | 0         | 7         | 0      | 0      | 0      | 1      |
| 2021  | Индианаполис Колтс | 13   | 27      | 4       | 31      | 0       | 0,0     | 0         | 0         | 0,0       | 0         | 8         | 1      | 13     | 0      | 1      |
| 2022  | Лас-Вегас Рэйдерс  | 11   | 37      | 8       | 45      | 0       | 0,0     | 0         | 0         | 0,0       | 0         | 7         | 0      | 0      | 0      | 0      |
| Всего | Всего              | 52   | 154     | 29      | 183     | 2       | 0,0     | 2         | 0         | 0,0       | 0         | 27        | 2      | 13     | 0      | 2      |